# Saphenophis boursieri
Saphenophis boursieri — вид змій родини полозових (Colubridae). Мешкає в Колумбії і Еквадорі.

## Поширення і екологія
Saphenophis boursieri мешкають на західних схилах Анд в Колумбії (на південь від Вальє-дель-Кауки) і Еквадорі (на південь до провінції Санто-Домінго-де-лос-Тсачилас). Вони живуть у вологих гірських і хмарних тропічних лісах, на висоті від 1000 до 2500 м над рівнем моря.

## Збереження
МСОП класифікує стан збереження цього виду як близький до загрозливого. Saphenophis boursieri загрожує знищення природного середовища.